# Hotel FM
Hotel FM è un gruppo musicale pop rock rumeno formato nell'aprile del 2005. Si sono esibiti in diverse città della Romania e della Germania e hanno lanciato un disco promozionale nella primavera del 2006.
Hanno partecipato alla selezione dell'Eurovision Song Contest 2010 piazzandosi alla quarta posizione con la canzone Come As One. Hanno ritentato l'anno successivo con il brano Change, arrivando primi e aggiudicandosi la possibilità di rappresentare la Romania all'Eurovision Song Contest 2011.
Il gruppo è formato da David Bryan (cantante), il quale però starebbe per lasciare il gruppo, Gabriel Băruţa (pianoforte) e Alex Szus (batteria). In passato era composto anche da Darius Neagu (percussioni), Vicky Sava (arpa), Marius Văduva (percussioni), Diana Mărmăneanu (ballerina), Vlady Săteanu (bassista) Gabi Drăgan (batteria) e Nicolae Vedinas (flauto).